# درانژکووو
درانژکووو (به لهستانی:  Drążkowo) یک روستا در لهستان است که در گمینا چارنا دانبرووکا واقع شده‌است.